# Don Meredith
Joseph Don "Dandy Don" Meredith (10 de abril de 1938 - 5 de dezembro de 2010) foi um jogador profissional de futebol americano estadunidense, que atuou por oito anos como quarterback do Dallas Cowboys da National Football League.